# خضر اوشاغی (فکه)
خضر اوشاغی (به ترکی استانبولی: Hıdıruşağı) یک منطقهٔ مسکونی در ترکیه است که در فکه، ترکیه واقع شده‌است.